# Cappenberg

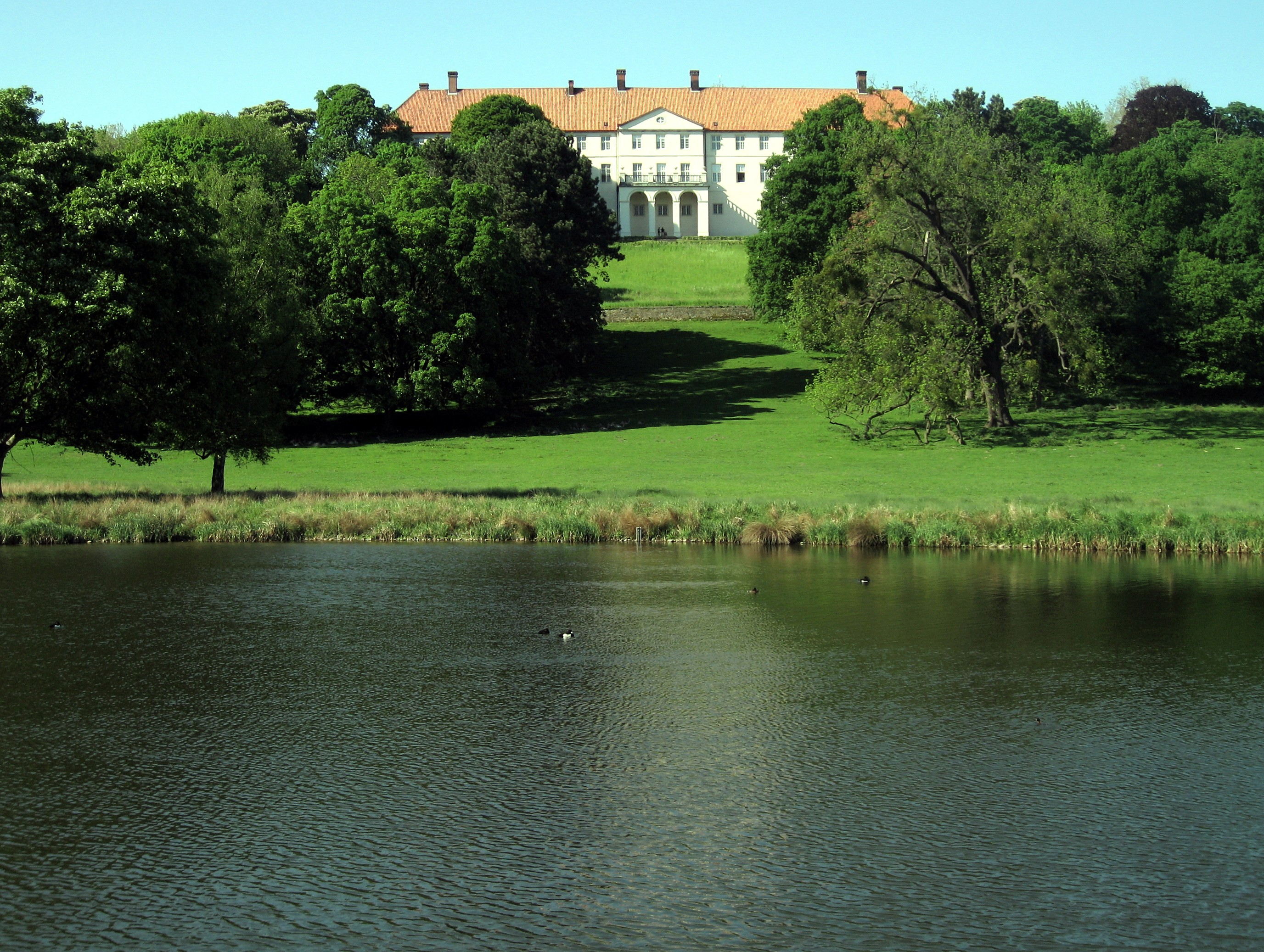
Schloss Cappenberg, Südansicht

Cappenberg (früher auch Kappenberg (bei Lünen) und Uebbenhagen) ist ein südlicher Ortsteil der Stadt Selm im Kreis Unna, Nordrhein-Westfalen.

## Lage
Auf einem Höhenrücken liegt das Schloss Cappenberg. Das ehemals bedeutende Prämonstratenserkloster wurde nach der Säkularisation zum Altersruhesitz des bekannten preußischen Verwaltungsreformers Freiherr Karl vom und zum Stein. Seinen Nachkommen, der gräflichen Familie von Kanitz, gehört es noch heute.
Rund um Cappenberg zieht sich der Cappenberger Wald, an dessen Südseite, jedoch auf Altlüner Gebiet, das Naherholungsgebiet um den Cappenberger See gelegen ist. 
Der Ortsteil gilt als bevorzugte Wohnlage und ist von Einfamilienhäusern und Villen geprägt.

## Geschichte
Artefaktfunde belegen die Anwesenheit bereits steinzeitlicher Menschen. In Cappenberg befindet sich die 1122 erbaute ehemalige Stifts- und Klosterkirche St. Johannes Evangelist. Es handelt sich um eine romanisch-gotische Kirche, die im Inneren eine sehenswerte Ausstattung besitzt. Hervorzuheben sind das reich geschnitzte Chorgestühl aus dem 16. Jahrhundert, ein gemalter Flügelaltar von etwa 1530 des früher unter dem Notnamen Meister von Cappenberg bekannten Jan Baegert, ein romanisches Kreuz von 1225 und zahlreiche Grabplatten. Zum Kirchenschatz gehört das berühmte, um 1155 erschaffene Kopfreliquiar Kaiser Friedrich Barbarossas. Das Prämonstratenserkloster wurde 1803 durch den Reichsdeputationshauptschluss aufgehoben. Der Reformer Freiherr vom Stein, der 1816 die Anlage übernahm und 1831 hier verstarb, sorgte für den Erhalt der Klosterkirche.
Im Sommer 1873 wurde Cappenberg von der Ruhr (Dysenterie) heimgesucht, der insgesamt 29 Personen zum Opfer fielen.
Der Name der Straße Am Brauereiknapp erinnert daran, dass früher (von 1840 bis 1919) in Cappenberg Bier gebraut wurde (Gräflich Kielmannsegge’sche Brauerei). Eine Branntweinbrennerei (Kreutzkamp) besteht seit 1654.
Cappenberg (früher auch Kappenberg geschrieben) war ursprünglich nur der Name des Klosters bzw. Schlosses. Die nordwestlich davon gelegene Bauerschaft hieß bis zum Beginn des 20. Jahrhunderts Uebbenhagen (auch Übbenhagen geschrieben); sie gehörte zur Gemeinde Bork im Kreis Lüdinghausen. Mit dem vermehrten Zuzug neuer Einwohner im Laufe der folgenden Jahrzehnte verlor der Ort den Charakter einer Bauerschaft; gleichzeitig ging der Name des Schlosses allmählich auf den Ort über. Als Schreibweise wurde durch einen Beschluss des Borker Gemeinderats von 1954 Cappenberg (mit C am Anfang) festgelegt. Am 1. Januar 1975 wurde die Gemeinde Bork durch das Münster/Hamm-Gesetz in die Gemeinde Selm eingegliedert, die zum selben Zeitpunkt in den Kreis Unna einbezogen wurde. In der Gemeinde Selm, die im Jahr 1977 zur Stadt erhoben wurde, bildet Cappenberg einen der drei Ortsteile, zu dem auch die nordwestlich benachbarte Bauerschaft Netteberge gehört.

## Einwohnerzahlen
Im Jahr 1987 hatte Cappenberg 1869 Einwohner. Davon entfielen 1352 auf den Ortskern und 517 auf die Bauerschaft Netteberge. Ende 2013 waren es insgesamt 2080 Einwohner.

## Kultur und Sehenswürdigkeiten

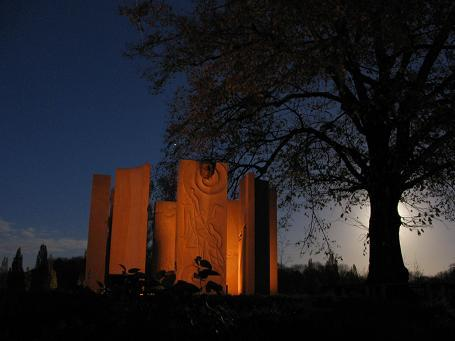
Stein’sches Denkmal

In der romanischen Sandsteinbasiliika St. Johannes Evangelist finden in der Zeit von April bis September an jedem ersten Sonntag im Monat Vesperkonzerte statt, die vom Kreis Unna ausgerichtet werden, sowie an jedem dritten Sonntag des Monats Orgelkonzerte an der historischen Vorenweg-Orgel von 1788 (restauriert von Klais Orgelbau, Bonn, 2003/2004), veranstaltet von der Katholischen Kirchengemeinde St. Johannes Evangelist. Derzeit laufen dort umfangreiche Renovierungsarbeiten (2020–2022) zur Vorbereitung auf die 900-Jahr-Feier im Jahr 2022.
Westlich des Schlosses befindet sich das Stein’sche Denkmal, eine moderne Steinsetzung des Geomantikers Marko Pogačnik in Form eines stilisierten Megalithtempels. In räumlichem Zusammenhang dazu stehen auch zahlreiche Menhirsetzungen, die in künstlerischer Form und geomantischer Intention den Verlauf von Ley-Linien im Umfeld des Schlosses verdeutlichen sollen.
In einem Gebäude der ehemaligen Gräflich Kielmannsegge’schen Brauerei befindet sich die Waldschule Cappenberg.

## Ausstellungsort
Das Schloss – an das an der Süd- und Südwestflanke Acker- und Waldflächen angrenzen – liegt neben einem weitläufigen, als Naherholungsgebiet genutzten Mischwald und ist ein beliebtes Ausflugsziel mit großer Tradition. Mit hochrangigen Ausstellungen zu ständig wechselnden Themen – teils eigens für Schloss Cappenberg konzipiert und nur hier zu sehen, teils in Zusammenarbeit mit international renommierten Partnern präsentiert, wie der Stiftung Preußischer Kulturbesitz aus Berlin – hat der Kreis Unna hier ein überregional beachtetes Kulturzentrum aufgebaut.

## Verkehr
Cappenberg ist über die Regio-Buslinie R19 mit Selm und Lünen verbunden. Die nächsten Bahnhöfe befinden sich in Bork an der Bahnstrecke Dortmund–Gronau und in in Lünen an den Strecken Lünen–Münster und Dortmund–Gronau.
Der Ort ist über die Landesstraße L 810 mit Lünen und dem Nordkirchener Ortsteil Südkirchen verbunden. Die Landesstraße L 507 von Selm nach Werne berührt das Ortsgebiet im äußersten Norden. Kreisstraßen führen nach Bork, Werne (über die Bauerschaften Langern und Varnhövel) und Lünen-Wethmar.

## Persönlichkeiten
- Gottfried von Cappenberg (1096/1097–1127), westfälischer Graf
- Theodor König (1825–1891), Gründer der König-Brauerei in Beeck (Duisburg)
- Heinrich Vieter (1853–1914), Pallottiner, römisch-katholischer Bischof und erster Apostolischer Vikar in Kamerun

Die Frauenrechtlerin und Politikerin Agnes Neuhaus (1854–1944) lebte 1943/44 in Cappenberg.

Der Historiker Erich Botzenhart (1901–1956), der über Frh. vom Stein schrieb, lebte und starb auf Schloss Cappenberg.